# Çağla Korkmaz
Çağla Korkmaz (* 14. November 1990) ist eine deutschtürkische Fußballspielerin und ehemalige Nationalspielerin.

## Karriere

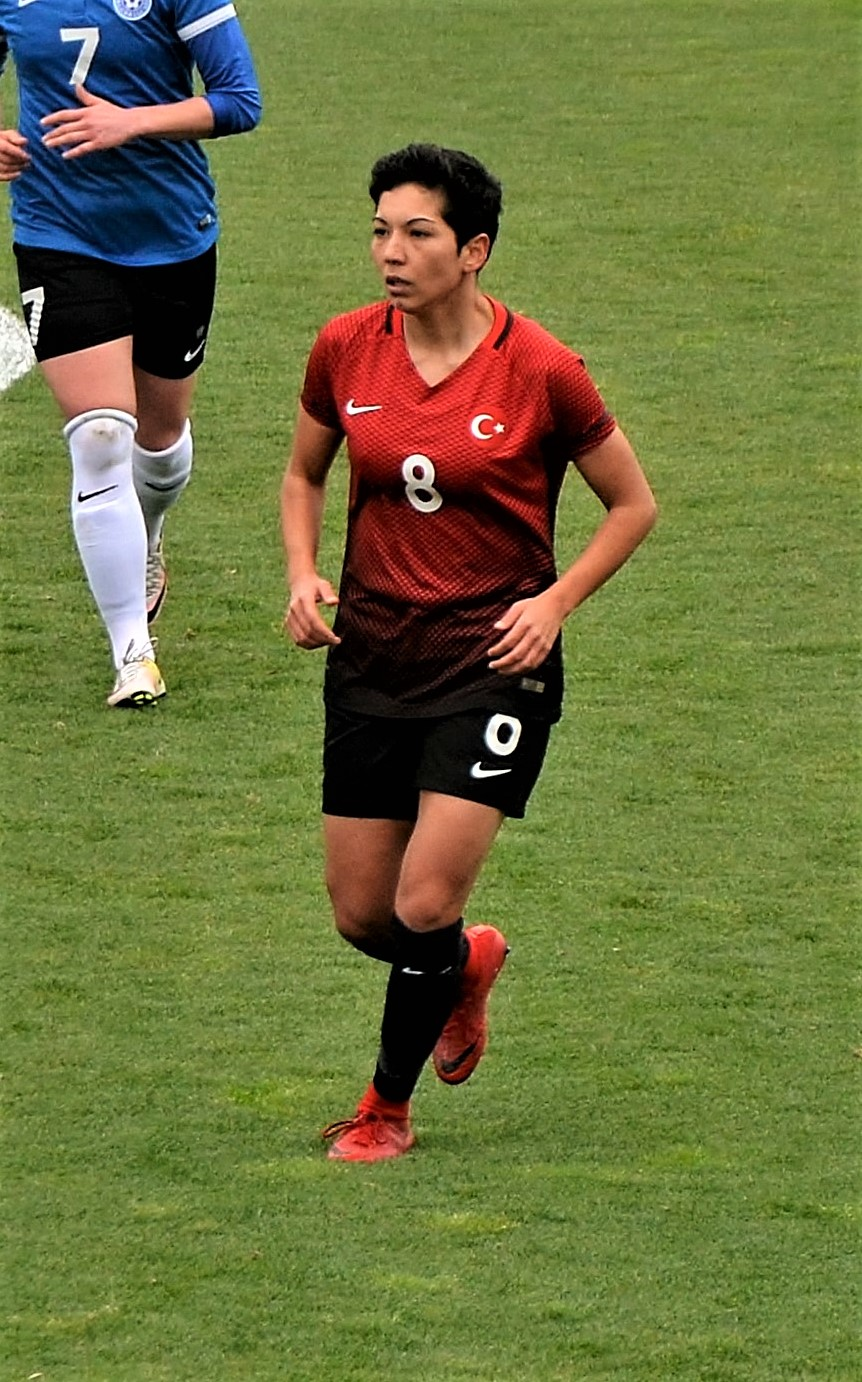
Korkmaz in einer Spielszene beim 3:0-Sieg über die Nationalmannschaft Estlands am 7. April 2018

### Vereine
Korkmaz, als Kind türkischer Eltern in München geboren, begann in der Jugendabteilung des FFC Wacker München mit dem Fußballspielen., 2007 rückte sie in die erste Mannschaft auf. Im weiteren Verlauf spielte sie in der Saison 2011/12 für den FC Stern München. Von 2012 bis 2014 war sie anschließend für den FC Ingolstadt 04 in der viertklassigen Bayernliga aktiv; in 29 Punktspielen erzielte sie elf Tore – ihrer Mannschaft gelang am Saisonende der Aufstieg in die Regionalliga Süd.
Nach Berlin gelangt, spielte sie dann für den 1. FC Lübars, zunächst in der 2. Bundesliga Nord. Sportlich, die Spielklasse als Meister abgeschlossen, verzichtete der Verein jedoch aus finanziellen Gründen und damit zugunsten von Werder Bremen. In der Folgesaison belegte ihre Mannschaft den fünften Platz, doch die im Februar 2009 erfolgte Kooperation mit Hertha BSC wurde beendet, was den Rückzug aus der 2. Bundesliga Nord nach sich zieht.
Anschließend spielte sie eine Saison lang für den VfL Wolfsburg II in der 2. Bundesliga Nord, danach eine Saison lang für den TSV Schott Mainz in der 2. Bundesliga Süd sowie eine Saison lang für den TSV Schott Mainz wiederum in der 2. Bundesliga Nord.
Seit der Saison 2020/21 ist sie in der Gruppe 2 der Regionalliga Süd für den FFC Wacker München als Spielertrainerin aktiv.

### Nationalmannschaft
Korkmaz kam zwischen 2015 und 2018 in der türkischen Nationalmannschaft zu 21 Länderspieleinsätzen. Zu ihrem Debüt kam sie am 24. Februar 2015 in einem Testspiel gegen die Nationalmannschaft Georgiens mit Einwechslung für Fatma Kara Şahinbaş in der 83. Minute. Des Weiteren kam sie am 25. Oktober 2015 und am 8. April 2016 bei der 0:7- und 0:6-Niederlage gegen die Nationalmannschaft Deutschlands zum Einsatz. Ihren letzten Einsatz als Nationalspielerin, beim 3:0-Sieg im Testspiel gegen die Nationalmannschaft Estlands am 7. April 2018 in Istanbul, krönte sie mit ihrem einzigen Länderspieltor, dem Treffer zum Endstand in der 73. Minute.